# Bellocco
Bellocco est le nom d'une des 'Ndrine (famille mafieuse calabraise) les plus puissantes de la 'Ndrangheta, une organisation mafieuse du sud de l'Italie,.
Elle est basée à Rosarno, commune italienne de la province de Reggio de Calabre dans la région Calabre.

## Personnages clefs

### Umberto Bellocco (né le 17 décembre 1937)
Umberto Bellocco, surnommé assu mazzi, fut capobastone, c'est-à-dire chef de la 'Ndrina jusqu'à son arrestation.
Il a été arrêté en 1993. 

### Gregorio Bellocco (né en 1955)
Gregorio Bellocco, cousin de Umberto, de Giuseppe et Marcelo Alessandro, était le capobastone de la 'Ndrina dei Bellocco. Il faisait partie des 30 fugitifs les plus dangereux d'Italie. 
Le 16 février 2005, après une cavale de 9 ans, les carabiniers l'ont arrêté dans un bunker de la campagne de Rosarno avec son cousin Carmelo Bellocco. Trouvé en compagnie de sa femme il n'a pas résisté.
Gregorio Bellocco est l'oncle de Maria Concetta Cacciola, assassinée par sa famille pour avoir témoigné contre la 'Ndrangheta.
Son arrestation a donné lieu à une chanson de tristesse, dont le compositeur serait Giuseppe Bellocco, alors également en cavale. Cette chanson a été le chant de ralliement, enregistré sur cassettes et CD en vente à la sauvette sur les étals des marchés, des membres de la 'Ndrina Bellocco après l'arrestation de Gregorio Bellocco,.

### Giuseppe Bellocco (né le 22 février 1948)
Giuseppe Bellocco, cousin de Gregorio, a été capobastone de la cosca Bellocco.
Il a été arrêté le 16 juillet 2012.
Il aurait été compositeur et chanteur et aurait notamment composé la chanson en l'honneur de Gregorio lors de son arrestation le 16 février 2005,.

### Giuseppe Rogoli(né le 13 août 1946)
Giuseppe Rogoli, dit aussi Pino Rogoli, était un Santista, haut grade dans la 'Ndrina Bellocco.
Il a fondé la Sacra Corona Unita, organisation mafieuse ayant son centre dans les Pouilles, le 25 décembre 1981,,.

### Umberto Bello (né en 1983)
Alors considéré comme le régent de la bande, il est condamné à 20 ans de prison en 2024 à l'issue du procès dit Blu notte, en même temps que 41 comparses et membres de sa famille, le total cumulé des peines atteignant 372 ans de prison.

### Antonio Bellocco (1988-2024)
Originaire de Rosarno, installé à Milan, Antonio Bellocco dit  « Toto’u Nanu » prend en mains en 2022 le virage Nord du stade San Siro, qui accueille les supporters ultras de l'Inter de Milan,  la Curva Nord.  Son arrivée, plébiscitée par les supporters après l'assassinat non élucidé en 2022 de leur chef, Vittorio Boiocchi, lui permet de profiter d'une partie des larges profits engendrés par la revente des places sur le marché noir, de la vente de produits dérivés ou des « commissions » perçues sur les activités annexes du stade. Sa volonté d'hégémonie, et le contrat qu'il a placé sur la tête d'Andrea Beretta, un leader des ultras qui refuse de renoncer à sa part sur ces flux financiers, lui vaut d'être assassiné par ce dernier à coups de couteau, le 4 septembre 2024. Par mesure de précaution, alors qu'il est soupçonné d'une forte activité et influence sur les activités mafieuses de Rosarno et San Ferdinando, le commissaire de police du district de Reggio de Calabre lui refuse le droit à des funérailles publiques, celles-ci devant être célébrées dans l'intimité familiale pour éviter tout rassemblement entre membres de la 'Ndrangheta ou toute célébration de force par cette dernière.
Il est le fils de Giulio Bellocco, mort en prison début 2024.

## Alliés
La 'Ndrina Bellocco est alliée à celles de Molè, de Piromalli et de Pesce, trois 'Ndrine ayant leur siège près de Gioia Tauro.

## Activités
La cosca Bellocco exerce son activité à Milan, Côme, Sondrio, Brescia, Bergame, Trévise, Alexandrie, Naples et Reggio de Calabre ;
- extorsion, racket[15] ;
- contrôle des activités commerciales et entrepreneuriales de Gioia Tauro[2] ;
- usure[16] ;
- trafic d'armes[16] ;
- jeux de hasard[16].